# Aleksandr Friedmann

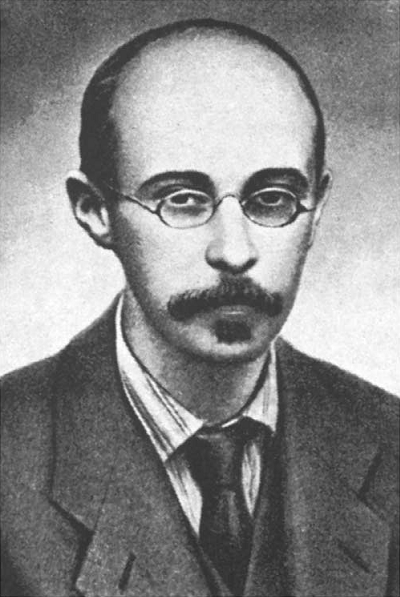
Aleksandr Friedmann

Aleksandr Aleksandrovitsj Friedmann (Russisch: Александр Александрович Фридман) (Sint-Petersburg, 16 juni [O.S. 4 juni] 1888 – Petrograd, 16 september 1925) was een Russische wiskundige en astronoom. De friedmannvergelijking is van zijn hand. Deze vergelijking is het startpunt voor de theorie van het uitdijend heelal in de kosmologie.

## Levensloop
Friedmann was de zoon van Aleksandr Friedmann, componist en balletdanser, en de pianiste Ludmila Ignatievna Voyachek. Hij woonde het grootste deel van zijn leven in Sint-Petersburg. Hij behaalde in 1910 zijn graad aan de Staatsuniversiteit van Sint-Petersburg en was vervolgens docent aan het Mijnbouwinstituut van Sint Petersburg. In de Eerste Wereldoorlog streed hij voor het Russische Keizerrijk, later maakte hij de Russische Revolutie mee. In 1918 werd hij hoogleraar aan de Staatsuniversiteit van Perm. Hij gaf les aan de natuurkundige George Gamow.
In juni 1915 verkreeg hij de baan van directeur van het Geofysisch Observatorium in Leningrad. Hij was werkzaam als meteoroloog en verrichtte metingen met een luchtballon. In juli 1915 nam hij deel aan een ballonvlucht en bereikte daarmee een recordhoogte van 7400 meter. Friedmann stierf op de leeftijd van 37 jaar aan tyfus.

## Theorie uitdijend heelal
Friedmann ontdekte in 1922 een oplossing van de vergelijkingen van de algemene relativiteitstheorie van Albert Einstein, die een uitdijend heelal beschrijft. In zijn artikel beschouwde hij de veldvergelijkingen van Einstein in hun meest eenvoudige vorm, toegepast op een heelal met een positieve kromming (hyposfeer), zonder kosmologische constante Λ – een door Einstein geïntroduceerde correctiefactor die het krimpen van het heelal moest compenseren – maar met een variable massadichtheid. Aanvankelijk gaf Einstein een bondig en kritisch antwoord op het artikel, maar na een uitleg per brief van Friedmann nam Einstein zijn kritiek weer terug.
Dit theoretische model werd ondersteund door de waarnemingen van Edwin Hubble. Friedmanns artikel uit 1924 Über die Möglichkeit einer Welt mit konstanter negativer Krümmung des Raumes (De mogelijkheid van een heelal met een constante negatieve kromming van de ruimte) werd gepubliceerd in het Zeitschrift für Physik. Hierin kwam Friedmann met drie modellen: met positieve, negatieve en zonder Gaussiaanse kromming (vlakke ruimte). Zijn artikel trok nauwelijks aandacht totdat Georges Lemaître in 1927 onafhankelijk van Friedmann tot dezelfde conclusie kwam.
Zijn kosmologisch model van algemene relativiteit werd de basis voor zowel het Big Bangmodel als het steady statemodel. Pas toen in 1963 het bestaan van de kosmische achtergrondstraling werd ontdekt, werd het steady-statemodel verlaten ten gunste van het oerknalmodel.